# Domenico Losurdo
Domenico Losurdo (Sannicandro di Bari, 14 novembre 1941 – Ancona, 28 giugno 2018) è stato uno storico della filosofia italiano.

## Biografia
Losurdo si laureò nel 1963 all'Università degli Studi di Urbino "Carlo Bo" sotto la guida di Pasquale Salvucci con una tesi su Johann Karl Rodbertus. Direttore dell'Istituto di Scienze filosofiche e pedagogiche "Pasquale Salvucci" all'Università di Urbino, insegnò storia della filosofia nella stessa università presso la facoltà di Scienze della Formazione. Inoltre fu presidente dell'hegeliana Società internazionale Hegel-Marx per il pensiero dialettico (dal 1988), membro della Società di scienze di Leibniz a Berlino (un'associazione di scienziati che si rifà alla settecentesca Accademia Reale Prussiana delle Scienze nella tradizione di Gottfried Wilhelm Leibniz) e direttore dell'associazione politico-culturale Marx XXI sino alla sua morte, sopraggiunta il 28 giugno 2018 all'età di settantasei anni per un tumore al cervello. Dalla militanza comunista alla condanna dell'imperialismo statunitense, fino allo studio della questione afroamericana e di quella dei nativi, Losurdo fu studioso anche partecipe della politica nazionale e internazionale.

## Pensiero e opera
Di formazione marxista, descritto sia come un «marxista controcorrente» sia come un «marxista eterodosso» e un «comunista militante», la sua produzione spazia dai contributi allo studio della filosofia kantiana (la cosiddetta autocensura di Immanuel Kant e il suo nicodemismo politico), alla rivalutazione dell'idealismo classico tedesco, specie di Georg Wilhelm Friedrich Hegel, nel tentativo di riproporne l'eredità (sulla scia di György Lukács in particolare), alla riaffermazione dell'interpretazione del marxismo tedesco e non (Antonio Gramsci e i fratelli Bertrando e Silvio Spaventa), con incursioni nell'ambito del pensiero nietzscheano (la lettura di un Friedrich Nietzsche radicale aristocratico) e di quello heideggeriano (in particolare la questione dell'adesione al nazismo di Martin Heidegger).
La sua riflessione filosofico-politica, attenta alla contestualizzazione del pensiero filosofico nel proprio tempo storico, muove in particolare dai temi della critica radicale del liberalismo, del capitalismo, del colonialismo e dell'imperialismo, nonché della concezione tradizionale del totalitarismo (Hannah Arendt), nella prospettiva di una difesa della dialettica marxista e del materialismo storico, dedicandosi anche allo studio dell'antirevisionismo in ambito marxista-leninista. Losurdo ha una visione molto critica della tradizione intellettuale europea del liberalismo, in particolare della tradizione classica e delle sue origini, sostenendo che pur pretendendo di enfatizzare l'importanza della libertà individuale in pratica il liberalismo reale è a lungo contrassegnato dalla sua esclusione di persone da questi diritti, con conseguente sfruttamento come razzismo, schiavitù e genocidio. Losurdo afferma che le origini del nazismo si trovano in quelle che considera politiche colonialiste e imperialiste del mondo occidentale. Esaminando le posizioni intellettuali e politiche degli intellettuali sulla modernità, Kant e Hegel furono i più grandi pensatori della modernità mentre Nietzsche fu il suo più grande critico.
I suoi lavori, che lui stesso fa rientrare nell'ambito della storia delle idee, riguardano inoltre l'indagine delle questioni di storia e politica contemporanee, con una attenzione critica costante al revisionismo storico e la polemica contro le interpretazioni di François Furet e Ernst Nolte. In particolare critica una tendenza reazionaria tra gli storici contemporanei revisionisti riconoscibile nel lavoro di autori come Nolte, che traccia l'impeto dietro l'Olocausto agli eccessi della rivoluzione russa; o Furet, che collega le purghe staliniane a una «malattia» originata dalla rivoluzione francese. Secondo Losurdo l'intenzione di questi revisionisti è di sradicare la tradizione rivoluzionaria in quanto le loro vere motivazioni hanno poco a che fare con la ricerca di una maggiore comprensione del passato, ma si trovano nel clima e nei bisogni ideologici delle classi politiche, come è più evidente nel lavoro dei revivalisti imperiali anglofoni Paul Johnson e Niall Ferguson. Fornisce inoltre una nuova prospettiva su rivoluzioni come quella inglese, americana, francese, russa e quelle contro il colonialismo e l'imperialismo. Si discosta anche dalle posizioni elogiative che la maggior parte delle biografie prende nell'analisi di Mahatma Gandhi e la nonviolenza.
Losurdo volge la sua attenzione alla storia politica della filosofia moderna tedesca da Kant a Karl Marx e del dibattito che su di essa si sviluppa in Germania nella seconda metà dell'Ottocento e nel Novecento, per poi procedere a una rilettura della tradizione del liberalismo, in particolare partendo dalla critica e dalle accuse di ipocrisia rivolte a John Locke per la sua partecipazione finanziaria alla tratta degli schiavi. Riprendendo ciò che afferma Arendt nel 1951 in Le origini del totalitarismo, per Losurdo il vero peccato originale del Novecento è nell'impero coloniale di fine Ottocento, dove per la prima volta si manifesta il totalitarismo e l'universo concentrazionario.

## Controversia degli storici
Losurdo critica il concetto di totalitarismo, sostenendo che fosse un concetto polisemico con origini nella teologia cristiana e che applicarlo alla sfera politica richiedeva un'operazione di schematismo astratto che utilizza elementi isolati della realtà storica per collocare la Germania nazista e altri regimi fascisti e l'Unione Sovietica e l'esperienza del socialismo reale e di altri Stati socialisti nello stesso insieme, servendo così l'anticomunismo degli intellettuali della guerra fredda piuttosto che riflettere la ricerca intellettuale.
Forte critico dell'equiparazione tra nazismo e comunismo (in particolare quello sovietico) fatta da studiosi come François Furet e Ernst Nolte, ma anche da Hannah Arendt e Karl Popper, nonché del concetto di «olocausto rosso», il suo Stalin. Storia e critica di una leggenda nera, libro pubblicato per la prima volta nel 2008, sollevò un dibattito sulla figura di Iosif Stalin, sul quale a suo avviso peserebbe una sorta di leggenda nera costruita per screditare il comunismo come ideologia. Porta l'esempio che nel lager vi era volontà omicida esplicita in quanto, a differenza del gulag che era un campo di rieducazione attraverso il lavoro, era un campo di finalizzato allo sterminio e l’ebreo che vi entrava era destinato a non uscire più (vi è una despecificazione naturalistica) mentre nel gulag no (si tratta di despecificazione politico-morale) e nel primo venivano rinchiusi quelli che il nazismo chiamava Untermensch («sottouomini») mentre nel secondo (in cui afferma finissero solo una parte dei dissidenti colpevoli di gravi reati secondo l’articolo 58 del codice Penale sovietico), pur essendo una pratica da condannare, erano rinchiusi dissidenti da rieducare e non da eliminare. Losurdo afferma che «il detenuto nel Gulag è un potenziale compagno [la guardia stessa era tenuta a chiamarlo in questo modo] e dopo il 1937 [l'inizio del biennio delle grandi purghe che seguono l'assassinio di Sergej Mironovič Kirov] è comunque un cittadino».
Riprendendo anche l'opinione di Primo Levi (internato ad Auschwitz, secondo cui il lager era moralmente più grave del gulag) e contro Aleksandr Isaevič Solženicyn (internato in Siberia e che affermava l'equiparazione della volontà sterminazionistica), Losurdo sostiene che pur essendo grave che un Paese socialista nato per abolire lo sfruttamento usi sistemi capitalisti, il gulag sia analogo a molti campi di concentramento occidentali (i cui governi hanno sostenuto e sostengono di essere paladini della libertà), che per certi versi furono anche più affini al lager in quanto campo di sterminio e non di rieducazione, riprendendo la storia del genocidio indiano rispetto a quanto non lo fossero i gulag. Egli sostiene anche che i campi di concentramento e le colonie penali britanniche erano peggio di qualsiasi gulag, accusando anche politici come Winston Churchill e Harry Truman di essere autori di crimini di guerra e contro l'umanità pari (se non peggiori) di quelli che sono stati poi attribuiti a Stalin. Losurdo ritiene inoltre che i comunisti soffrano di autofobia, cioè paura di se stessi e della propria storia, problema patologico che va affrontato, a differenza dell'autocritica sana.

### Despecificazione politico-morale e despecificazione naturalistica
La despecificazione è l'esclusione di un individuo o di un gruppo dalla specie umana, dunque dalla comunità degli esseri umani civili. Esistono due tipi di despecificazione:
1. La despecificazione politico-morale (in questo caso l'esclusione è dovuta a fattori politici o morali).
2. La despecificazione naturalistica (in questo caso l'esclusione è dovuta a fattori biologici).

Per Losurdo la despecificazione naturalistica è qualitativamente peggiore rispetto a quella politico-morale. Infatti mentre quest'ultima offre almeno una via di scampo mediante il cambio di ideologia, questo non è possibile nel caso in cui sia in atto una despecificazione naturalistica, che è irreversibile in quanto rimanda a fattori biologici che sono di per sé immodificabili. Inoltre a differenza di altri pensatori ritiene quindi che l'olocausto degli ebrei non è incomparabile ed è quindi disposto ad ammettere in questo caso una tragica peculiarità. La comparatistica che Losurdo offre a proposito non vuole essere una relativizzazione o uno sminuire, ma semplicemente considerare l'olocausto degli ebrei come incomparabile significa perdere la prospettiva storica e dimenticarsi dell'olocausto nero (l'olocausto dei neri) o dell'olocausto americano (l'olocausto dei nativi indiani d'America ottenuto negli Stati Uniti mediante la continua deportazione sempre più a ovest e la diffusione ad arte del vaiolo), oltre ad altri stermini di massa come il genocidio armeno.

### Polemiche riguardanti Stalin
Una recensione effettuata nell'aprile del 2009 da Guido Liguori su Liberazione (organo ufficiale del Partito della Rifondazione Comunista) di Stalin. Storia e critica di una leggenda nera, libro in cui Losurdo critica la demonizzazione di Stalin effettuata dalla storiografia maggioritaria e cerca di sottrarlo a quella che definisce «la leggenda nera su di lui», è al centro di una polemica all'interno della redazione del suddetto quotidiano. Venti redattori inviano una lettera di protesta al direttore del giornale in cui si critica sia il tentativo di riabilitazione di Stalin presente nel libro di Losurdo sia la recensione di Liguori (giudicata troppo positiva nei confronti del libro), oltre che la scelta del direttore del giornale di pubblicare tale recensione. Il libro riceve delle recensioni critiche per le sue affermazioni e per la metodologia di lavoro utilizzata. All'estero, soprattutto in Germania, i critici di Losurdo lo accusano di essere un «neostalinista». Grover Furr, autore di Krusciov mentì e descritto dai detrattori come un «revisionista storico», un «revisionista in una ricerca lunga una carriera per scagionare Stalin» e un «prezioso contributo alla scuola revisionista storica degli studi sovietici e comunisti», elogia il lavoro di Losurdo, in particolare quello su Stalin, iniziando un'amicizia reciproca. Nel 2016 introduce Furr a un editore italiano che pubblica la traduzione italiana di Khruschev mentì, per cui scrive l'introduzione. Nel 2013 aveva già scritto l'introduzione e il retrocopertina del libro di Furr sull'assassinio di Sergej Mironovič Kirov che rimane inedito.
Negli estratti di un convegno organizzato nel 2003 per rivalutare la figura di Stalin a cinquant'anni dalla morte critica le rivelazioni contenute nel rapporto segreto di Nikita Sergeevič Chruščëv, l'allora segretario generale del Partito Comunista dell'Unione Sovietica. Secondo Losurdo la cattiva fama di Stalin deriverebbe non dai crimini commessi da quest'ultimo (paragonati ad altri del suo tempo), ma dalle falsità presenti in quel rapporto che Chruščёv lesse nel corso del XX Congresso del Partito Comunista dell'Unione Sovietica del febbraio 1956. Nella relazione al convegno Losurdo dà credito a una delle accuse principali che stavano alla base della sanguinosa repressione staliniana contro gli oppositori, ovvero l'esistenza nell'Unione Sovietica della «realtà corposa della quinta colonna» pronta ad allearsi col nemico. Losurdo ribadisce di non voler riabilitare Stalin, seppur calato nella sua epoca, volendo presentare solo un'analisi dei fatti più neutrale e attuare un revisionismo storiografico sull'esperienza generale del socialismo reale ritenuta passata, ma utile da studiare per capire le dinamiche future del socialismo.

## Politica
Losurdo apparteneva alla corrente del marxismo-leninismo, ma ammirava anche l'interpretazione che Mao Zedong diede della pluralità della lotta di classe, da collocare nel contesto dell'attenzione che rivolge al processo di emancipazione femminile e dei popoli colonizzati.
Vicino prima al Partito Comunista Italiano, poi al Partito della Rifondazione Comunista e infine al Partito dei Comunisti Italiani, confluito nel Partito Comunista d'Italia (2014) e nel Partito Comunista Italiano (2016), di cui è stato membro, fu anche direttore dell'associazione politico-culturale Marx XXI.
Critico del liberalismo, della NATO e dell'imperialismo, in particolare quello statunitense, Losurdo contestò l'assegnazione del Premio Nobel per la pace al dissidente cinese Liu Xiaobo, considerato un sostenitore aperto del colonialismo occidentale, in particolare per la sua idealizzazione del mondo occidentale e per aver affermato che ci sarebbe bisogno di «300 anni di colonialismo. In 100 anni di colonialismo Hong Kong è cambiata fino a diventare ciò che è oggi. Data la grandezza della Cina, ovviamente ci vorrebbero 300 anni per trasformarla in quello che Hong Kong è oggi. E ho dei dubbi che 300 anni siano abbastanza».

## Opere
- Autocensura e compromesso nel pensiero politico di Kant, Napoli, Bibliopolis, 1983.
- Hegel. Questione nazionale, restaurazione. Presupposti e sviluppi di una battaglia politica, Urbino, Università degli Studi, 1983.
- Tra Hegel e Bismarck. La rivoluzione del 1848 e la crisi della cultura tedesca, Roma, Editori Riuniti, 1983. ISBN 88-359-2570-3.
- Gyorgy Lukacs nel centenario della nascita, 1885-1985, a cura di e con Pasquale Salvucci e Livio Sichirollo, Urbino, Quattro venti, 1986.
- Marx e i suoi critici, a cura di e con Gian Mario Cazzaniga e Livio Sichirollo, Urbino, Quattro venti, 1987. ISBN 88-392-0014-2.
- La catastrofe della Germania e l'immagine di Hegel, Milano, Guerini, 1987. ISBN 88-7802-014-1.
- Metamorfosi del moderno. Atti del Convegno. Cattolica, 18-20 settembre 1986, a cura di e con Gian Mario Cazzaniga e Livio Sichirollo, Urbino, Quattro venti, 1988. ISBN 88-392-0071-1.
- Hegel, Marx e la tradizione liberale. Libertà, uguaglianza, Stato, Roma, Editori Riuniti, 1988. ISBN 88-359-3143-6.
- Tramonto dell'Occidente? Atti del Convegno organizzato dall'Istituto italiano per gli studi filosofici e dalla Biblioteca comunale di Cattolica. Cattolica, 19-21 maggio 1988, a cura di e con Gian Mario Cazzaniga e Livio Sichirollo, Urbino, Quattro venti, 1989. ISBN 88-392-0128-9.
- Antropologia, prassi, emancipazione. Problemi del marxismo, a cura di e con Georges Labica e Jacques Texier, Urbino, Quattro venti, 1990. ISBN 88-392-0166-1.
- Égalité-inégalité. Atti del Convegno organizzato dall'Istituto italiano per gli studi filosofici e dalla Biblioteca comunale di Cattolica. Cattolica, 13-15 settembre 1989, a cura di e con Alberto Burgio e Jacques Texier, Urbino, Quattro venti, 1990.
- Prassi. Come orientarsi nel mondo. Atti del convegno organizzato dall'Istituto Italiano per gli Studi filosofici e dalla Biblioteca Comunale di Cattolica (Cattolica, 21-23 settembre 1989), a cura di e con Gian Mario Cazzaniga e Livio Sichirollo, Urbino, Quattro venti, 1991. ISBN 88-392-0214-5.
- La comunità, la morte, l'Occidente. Heidegger e l'ideologia della guerra, Torino, Bollati Boringhieri, 1991. ISBN 88-339-0595-0.
- Massa folla individuo. Atti del Convegno organizzato dall'Istituto italiano per gli studi filosofici e dalla Biblioteca comunale di Cattolica. Cattolica, 27-29 settembre 1990, a cura di e con Alberto Burgio e Gian Mario Cazzaniga, Urbino, Quattro venti, 1992. ISBN 88-392-0217-X.
- Hegel e la libertà dei moderni, Roma, Editori Riuniti, 1992. ISBN 88-359-3571-7; Napoli, La scuola di Pitagora, 2011.
- Rivoluzione francese e filosofia classica tedesca, a cura di, Urbino, Quattro venti, 1993. ISBN 88-392-0229-3.
- Democrazia o bonapartismo. Trionfo e decadenza del suffragio universale, Torino, Bollati Boringhieri, 1993. ISBN 88-339-0732-5.
- Marx e il bilancio storico del Novecento, Gaeta, Bibliotheca, 1993; Napoli, La scuola di Pitagora, 2009. ISBN 978-88-89579-38-1.
- Gramsci e l'Italia. Atti del Convegno internazionale di Urbino, 24-25 gennaio 1992, a cura di e con Ruggero Giacomini e Michele Martelli, Napoli, La città del sole, 1994.
- La seconda Repubblica. Liberismo, federalismo, postfascismo, Torino, Bollati Boringhieri, 1994. ISBN 88-339-0873-9.
- Autore, attore, autorità, a cura di e con Alberto Burgio, Urbino, Quattro venti, 1996. ISBN 88-392-0359-1.
- Il revisionismo storico. Problemi e miti, Roma-Bari, Laterza, 1996. ISBN 88-420-5095-4.
- Utopia e stato d'eccezione. Sull'esperienza storica del socialismo reale, Napoli, Laboratorio politico, 1996.
- Ascesa e declino delle repubbliche, a cura di e con Maurizio Viroli, Urbino, Quattro venti, 1997. ISBN 88-392-0418-0.
- Lenin e il Novecento. Atti del Convegno internazionale di Urbino, 13-14-15 gennaio 1994, a cura di e con Ruggero Giacomini, Napoli, La città del sole, 1997. ISBN 88-86521-41-3.
- Metafisica. Il mondo Nascosto, con altri, Roma-Bari, Laterza, 1997. ISBN 88-420-5146-2.
- Antonio Gramsci dal liberalismo al «Comunismo critico», Roma, Gamberetti, 1997. ISBN 88-7990-023-4.
- Dai fratelli Spaventa a Gramsci. Per una storia politico-sociale della fortuna di Hegel in Italia, Napoli, La città del sole, 1997. ISBN 88-86521-73-1.
- Hegel e la Germania. Filosofia e questione nazionale tra rivoluzione e reazione, Milano, Guerini, 1997. ISBN 88-7802-752-9.
- Nietzsche. Per una biografia politica, Roma, Manifestolibri, 1997. ISBN 88-7285-124-6.
- Il peccato originale del Novecento, Roma-Bari, Laterza, 1998. ISBN 88-420-5660-X.
- Dal Medio Oriente ai Balcani. L'alba di sangue del secolo americano, Napoli, La città del sole, 1999. ISBN 88-8292-012-7.
- Fondamentalismi. Atti del Convegno organizzato dall'Istituto italiano per gli studi filosofici e dalla Biblioteca comunale di Cattolica. Cattolica 11-12 ottobre 1996, a cura di e con Alberto Burgio, Urbino, Quattro venti, 1999. ISBN 88-392-0517-9.
- URSS: bilancio di un'esperienza. Atti del Convegno italo-russo. Urbino, 25-26-27 settembre 1997, a cura di e con Ruggero Giacomini, Urbino, Quattro venti, 1999. ISBN 88-392-0512-8.
- L'ebreo, il nero e l'indio nella storia dell'Occidente, Urbino, Quattro venti, 1999.
- Fuga dalla storia? Il movimento comunista tra autocritica e autofobia, Napoli, La città del sole, 1999. ISBN 88-8292-009-7; poi Fuga dalla storia? La rivoluzione russa e la rivoluzione cinese oggi, 2005. ISBN 88-8292-275-8.
- La sinistra, la Cina e l'imperialismo, Napoli, La città del sole, 2000. ISBN 88-8292-020-8.
- Universalismo e etnocentrismo nella storia dell'Occidente, Urbino, Quattro venti, 2000.
- La comunità, la morte, l'Occidente. Heidegger e l'«ideologia della guerra», Torino, Bollati Boringhieri, 2001. ISBN 88-339-0595-0.
- L’ipocondria dell’impolitico. La critica di Hegel ieri e oggi, Lecce, Milella  Edizioni, 2001. ISBN 887048372X.
- Nietzsche, il ribelle aristocratico. Biografia intellettuale e bilancio critico, Torino, Bollati Boringhieri, 2002. ISBN 88-339-1431-3.
- Cinquant'anni di storia della repubblica popolare cinese. Un incontro di culture tra Oriente e Occidente. Atti del Convegno di Urbino, 8-9 giugno 2001, a cura di e con Stefano G. Azzara, Napoli, La città del sole, 2003. ISBN 88-8292-239-1.
- Dalla teoria della dittatura del proletariato al gulag?, in Karl Marx e Friedrich Engels, Manifesto del partito comunista, traduzione e introduzione di Domenico Losurdo, Editori Laterza, Bari, 2003.
- Controstoria del liberalismo, Roma-Bari, Laterza, 2005. ISBN 88-420-7717-8.
- La tradizione filosofica napoletana e l'Istituto italiano per gli studi filosofici, Napoli, nella sede dell'Istituto, 2006.
- Autocensura e compromesso nel pensiero politico di Kant, Napoli, Bibliopolis, 2007. ISBN 978-88-7088-516-3.
- Legittimità e critica del moderno. Sul marxismo di Antonio Gramsci, Napoli, La città del sole, 2007.
- Il linguaggio dell'Impero. Lessico dell'ideologia americana, Roma-Bari, Laterza, 2007. ISBN 978-88-420-8191-3.
- Stalin. Storia e critica di una leggenda nera, Roma, Carocci, 2008. ISBN 978-88-430-4293-7.
- Paradigmi e fatti normativi. Tra etica, diritto e politica, con altri, Perugia, Morlacchi, 2008. ISBN 978-88-6074-224-7.
- La non-violenza. Una storia fuori dal mito, Roma-Bari, Laterza, 2010. ISBN 978-88-420-9246-9.
- La lotta di classe. Una storia politica e filosofica, Roma-Bari, Laterza, 2013. ISBN 978-88-581-0665-5.
- La sinistra assente. Crisi, società dello spettacolo, guerra, Roma, Carocci, 2014. ISBN 978-88-430-7354-2.
- Un mondo senza guerre. L'idea di pace dalle promesse del passato alle tragedie del presente, Roma, Carocci, 2016. ISBN 978-88-430-8187-5.
- (EN) Has China Turned to Capitalism?—Reflections on the Transition from Capitalism to Socialism (abstract), in International Critical Thought, vol. 7, n. 1, Chinese Academy of Social Sciences, 2017,  pp. 15-31, DOI:10.1080/21598282.2017.1287585.
- Il marxismo occidentale. Come nacque, come morì, come può rinascere, Roma-Bari, Laterza, 2017. ISBN 978-88-581-2747-6.
- La questione comunista. Storia e futuro di un'idea, Roma, Carocci, 2021. ISBN 978-88-2901102-5